# Mörderische Schwestern
Die deutschsprachige Vereinigung Mörderische Schwestern e. V. ist ein gemeinnütziger Verein mit dem Ziel, Kultur und von Frauen verfasste deutschsprachige Kriminalliteratur zu fördern. Mitglieder sind Autorinnen, Leserinnen, Bücherfrauen (alle mit einer Vorliebe für Krimis) und Spezialistinnen aus kriminologischen, juristischen, medizinischen, psychologischen und journalistischen Bereichen. Mörderische Schwestern gilt als der größte europäische gemeinnützige Verein deutschsprachiger Kriminalautorinnen.
Auf der offiziellen Webseite des Netzwerkes werden die mehr als 670 Mitglieder namentlich aufgelistet. Sie kommen überwiegend aus Deutschland, Österreich und der Schweiz, aber auch aus Australien, Großbritannien, Italien, Portugal, Schweden, Irland und den USA.

## Tätigkeit
Autorinnen unterstützt die Organisation durch diverse Aktivitäten, u. a.:
- Markenzeichen der Mörderischen Schwestern e. V. ist seit 2007 die sogenannte „Ladies Crime Night“[4], ein spezielles Lesungsformat, bei dem mehrere Krimiautorinnen – gegen die Zeit/Kürzestlesung – dem Publikum Auszüge aus ihren Veröffentlichungen präsentieren,
- ein einjähriges Mentoringprogramm[5] zwischen erfahrenen Krimiautorinnen und Anfängerinnen,
- ein mit 1500 Euro dotiertes Arbeitsstipendium[6], mit dem die Mörderischen Schwestern seit 2014 jährlich ein von einer Jury ausgewähltes Krimi-Projekt einer Autorin fördern,
- die Goldene Auguste, eine Auszeichnung, die alle drei Jahre an Menschen verliehen wird, die sich um Kriminalliteratur von Frauen verdient gemacht haben.
- regionale Gruppen, sogenannte Regiogruppen, innerhalb derer vor Ort der persönliche Austausch und Fortbildungen sowie Lesungen stattfinden[4],
- eine jährliche Vollversammlung mit Seminaren, Vorträgen und öffentlichen Lesungen sowie einem internen Fest,
- die Pflege von Kontakten mit öffentlichen Instituten und Wissenschaftlerinnen,
- die offizielle Webseite, auf der Neuerscheinungen der Mitglieder angezeigt werden, und
- Die Mörderischen Schwestern e. V. unterstützen aktiv folgende politische Aktionen zum Thema Buchmarkt: Netzwerk Autorenrechte (Mitinitiatoren), Fairer Buchmarkt, be social-link local[7], Europäische Urheberrechtskampagne, Aktion Lieblingsbuch[8], 100 thousand poets for change und Fairverlag[9].

## Geschichte
Die deutschsprachige Sektion von Sisters in Crime, das German Chapter – Mörderische Schwestern, wurde 1996 gegründet. Im Jahr 2007 löste sich das German Chapter von der amerikanischen Organisation und heißt seitdem Mörderische Schwestern – Vereinigung deutschsprachiger KrimiAutorinnen. Seit 2012 sind die Mörderischen Schwestern ein eingetragener Verein.

## Präsidentinnen und Vizepräsidentinnen
- 1996–1997 Anneli von Könemann (Präsidentin)
- 1997–1999 Karin Tränkner (Präsidentin), Andrea C. Busch (Vizepräsidentin)
- 1999–2001 Almuth Heuner (Präsidentin), Andrea C. Busch (Vizepräsidentin)
- 2001–2005 Susanne Mischke (Präsidentin), Jutta Motz (Vizepräsidentin)
- 2005–2007 Beatrix M. Kramlovsky (Präsidentin), Jutta Motz (Vizepräsidentin)
- 2007–2008 Gesine Schulz (Präsidentin), Ulla Lessmann (1. Vizepräsidentin), Martina K. Schneiders (2. Vizepräsidentin)
- 2008–2010 Ulla Lessmann (Präsidentin), Martina K. Schneiders (1. Vizepräsidentin), Sabine Klewe (2. Vizepräsidentin)
- 2010–2011 Alexa Stein (Präsidentin), Annette Petersen (1. Vizepräsidentin), Regine Kölpin (2. Vizepräsidentin), Sarah S. Michelis (Schatzmeisterin)
- 2011–2012 Alexa Stein (Präsidentin), Annette Petersen (1. Vizepräsidentin), Christiane Dieckerhoff (2. Vizepräsidentin), Sarah S. Michelis (Schatzmeisterin)
- 2012–2013 Gisa Pauly (Präsidentin), Annette Petersen (1. Vizepräsidentin), Christiane Dieckerhoff (2. Vizepräsidentin), Sarah S. Michelis (Schatzmeisterin)
- 2013–2014 Sabine Klewe (Präsidentin), Anja Marschall (1. Vizepräsidentin), Christiane Dieckerhoff (2. Vizepräsidentin), Sarah S. Michelis (Schatzmeisterin)
- 2014–2016 Janet Clark (Präsidentin), Anja Marschall (1. Vizepräsidentin), Alice Spogis (2. Vizepräsidentin), Sarah S. Michelis (Schatzmeisterin)
- 2016–2018 Janet Clark (Präsidentin), Anja Marschall (1. Vizepräsidentin), Anja Rieser[11] (2. Vizepräsidentin), Sarah Naomi Masur (Schatzmeisterin)
- 2018–2019 Carola Christiansen (Präsidentin), Dorothea Böhme (1. Vizepräsidentin), Deborah Emrath (2. Vizepräsidentin), Mareike Fröhlich (Schatzmeisterin)[12]
- 2019–2021 Carola Christiansen (Präsidentin), Yvonne Wüstel (1. Vizepräsidentin), Deborah Emrath (2. Vizepräsidentin), Mareike Fröhlich (Schatzmeisterin)[13]
- 2021–2022 Pupuze Berber (Präsidentin), Klarissa Klein (Erste Vizepräsidentin), Simone Funk (Zweite Vizepräsidentin), Ursula Schmid-Spreer (Schatzmeisterin)[1]
- 2022–2023 Pupuze Berber (Präsidentin), Eva-Maria Stuemer (Erste Vizepräsidentin), Ilona Schmidt (Zweite Vizepräsidentin), Ursula Schmid-Spreer (Schatzmeisterin)[14]
- seit 2023 Claudia Wuttke (Präsidentin), Christiane Weitz (Erste Vizepräsidentin), Sandra Maria Ahlert (Zweite Vizepräsidentin), Ursula Schmid-Spreer (Schatzmeisterin)[15]

## Stipendiatinnen der Mörderischen Schwestern e.V.
- 2014 Anke Laufer
- 2015 Marlen Schachinger
- 2016 Anne von Vaszary
- 2017 Patricia Holland Moritz[16]
- 2018 Laura Noll[17]
- 2019 Tatjana Marti[18]
- 2020 Sybille Baecker[19]
- 2021 Frauke Kempka[20]
- 2022 Maike Möller-Engemann[21]
- 2023 Beate Fischer[22]